# پلیموث بریز

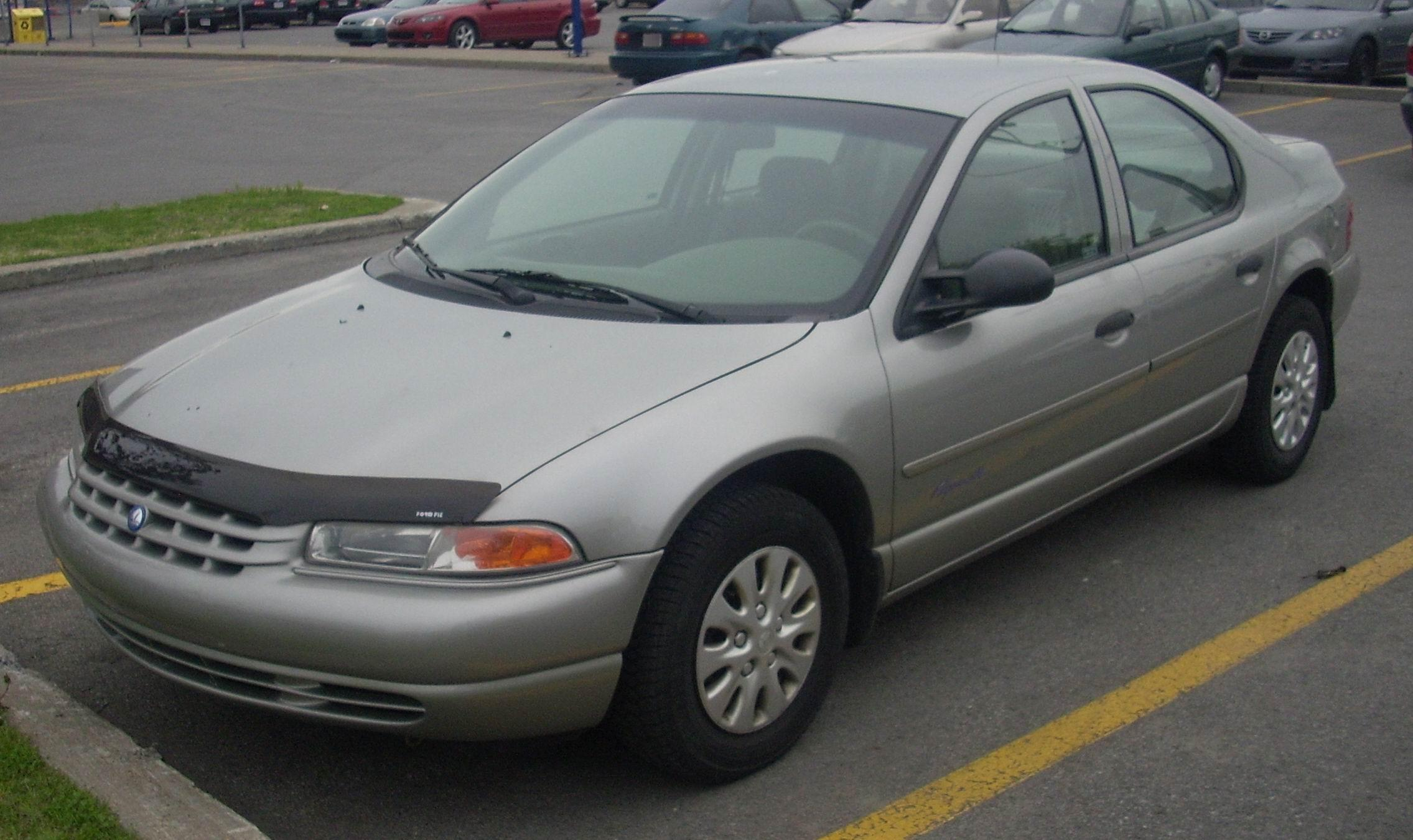

پلیموث بریز (Plymouth Breeze) خودرویی است که در سال‌های ۱۹۹۶ تا ۲۰۰۰در ایالات متحده آمریکا تولید شده‌است.
این خودرو در کلاس خودرو سایز متوسط قرار گرفته و وزن آن در حالت طبیعی ۳٬۱۸۱ پوند (۱٬۴۴۳ کیلوگرم) است. سیستم جعبه‌دندهٔ آن ۴ دنده به دو صورت خودکار و دستی است.